# California Motors
California Motors war ein US-amerikanischer Hersteller von Automobilen.

## Unternehmensgeschichte
Martin Andrew Leach, der auch die Leach Motor Car Company leitete, gründete 1923 das Unternehmen in Los Angeles in Kalifornien. Samuel G. Miles war sein Partner. Sie begannen mit der Produktion von Automobilen. Der Markenname lautete California. Die Stückzahlen blieben gering. 1925 endete die Produktion.
Es gab keine Verbindungen zu den anderen Herstellern von Fahrzeugen der Marke California: California Automobile Company, California Motor Company und California Automobile Company.

## Fahrzeuge
Harry A. Miller entwarf das einzige Modell. Besonderheit war der Vierzylindermotor mit OHV-Ventilsteuerung. Er leistete 50 PS. Einzige bekannte Karosserieform war ein offener Tourenwagen mit Platz für fünf Personen.